# British cruisers and destroyers in Copenhagen Port June 1927
Engelsk Marine besøger Tuborg er en virksomhedsfilm fra 1927 af ukendt instruktør.

## Handling
Mindre engelske krigsskibe 5-6 stykker er ankret op langs kajen på Langelinie. En del nysgerrige på kajen. Årstiden er sommer. Chalupper sejler ind til Tuborg Havn med matroserne, de går i land. De ledes i flok igennem bryghuset, ser ned i urtkedlen, kommer ud i det fri. Der drikkes øl bænket ved bordene i besøgshallen.